# Coll de Jonquerals
El Coll de Jonquerals és una collada del terme municipal de Capolat, al (Berguedà), situada a 1.031,1 m. d'altitud molt a prop del punt de trobada dels termes municipals de Capolat, al Berguedà, de Guixers i de Navès, els dos darrers del (Solsonès)
En alguns mapes de l'Institut Cartogràfic de Catalunya sembla justament el triterme abans esmentat, però en realitat és dins del terme de Capolat.
Es troba al vessant meridional del Tossal Pla, a llevant del triterme suara esmentat. És a l'esquerra de la capçalera de la Rasa de la Font del Forn.